# Jean Cézard
« Cézard » redirige ici. Pour l’article homophone, voir César.
 (février 2019).
Jean Cézard, dit Cézard, est un dessinateur et scénariste de bande dessinée français né le 23 mars 1924 à Membrey (Haute-Saône) et mort le 8 avril 1977 à Gassin (Var).
Auteur prolifique de la période de l'après-guerre, il exerce ses talents aussi bien dans le genre réaliste que dans le genre comique mais demeure surtout connu pour quelques-uns de ses personnages dont son trait précis, détaillé et tout en rondeur, soulignait parfaitement le caractère humoristique : Kiwi, Arthur le fantôme justicier, Les Rigolus et les Tristus, Surplouf le petit corsaire. Cézard est également un coloriste dont l'art est maitrisé et nuancé. Il est moins connu que des dessinateurs tels que Greg, Tabary ou Uderzo.

## Biographie
Cézard commence sa carrière en 1946 dans Francs-Jeux, où après quelques travaux d'illustration, il réalise la série comique Monsieur Toudou à partir de l'année 1948. Il crée ensuite les aventures de Pillul qui paraissent dans plusieurs publications des éditions SAETL (Sélection casse cou, le Corsaire et Texas Bill), puis, Les mirobolantes aventures du Professeur Pipe pour l'hebdomadaire Mon Journal, série qu'il reprend en Petit Format en 1959 dans Dakota.
De 1949 à 1954, il conçoit pour Aventures et Voyages quelques bandes dessinées réalistes : Brik, puis Yak, qui sont publiés en « Récits Complets » sous le même nom. À partir de 1951, il travaille pour l'hebdomadaire Vaillant pour lequel il réalise plusieurs séries : les Compagnons de la section noire, la Quête de l'Aruda, le Chevalier de Lagardère, Terre de héros.
En 1953, il commence dans Vaillant et continue en 1969 dans Pif Gadget le personnage qui devient sa plus belle réussite, Arthur le fantôme justicier, qu'il dessine jusqu'à son décès en 1977. En 1969 ce petit personnage, qui voyage aussi bien dans le temps que dans l'espace, débarque sur une planète rouge et verte peuplée de curieux extra-terrestres. Ce sont les Rigolus et les Tristus qui connaissent un tel succès qu'ils font l'objet de leur propre série jusqu'en 1973. Cette série se termine en 1973, date à laquelle commence celle de Surplouf le petit corsaire.
Dans le même temps, Cézard continue sa collaboration avec Aventures et Voyages pour qui il dessine Jim Minimum et Billy Bonbon (trois albums français et un inédit aux Pays-Bas). Il crée également pour les éditions Lug le personnage de Kiwi, un calamiteux volatile que ses mésaventures propulsent toujours en prison ou à l'hôpital dans la dernière vignette de ses histoires. Il fut publié de 1955 à 1968 dans un « petit format » portant son nom.

## Ses principales séries

### Séries réalistes
- Brik.
- Yak.

### Séries humoristiques
- Arthur le fantôme justicier.
- Monsieur Toudou.
- Les Rigolus et les Tristus.
- Surplouf le petit corsaire.
- Le père Passepasse.
- Jim Minimum
- Billy Bonbon